# Gypsophila glandulosa
Gypsophila glandulosa là loài thực vật có hoa thuộc họ Cẩm chướng. Loài này được (Boiss.) Walp. mô tả khoa học đầu tiên năm 1843.